# Seconde guerre de Silésie
 (juin 2020).
La mise en forme du texte ne suit pas les recommandations de Wikipédia : il faut le « wikifier ».
Les points d'amélioration suivants sont les cas les plus fréquents. Le détail des points à revoir est peut-être précisé sur la page de discussion.
- Les titres sont pré-formatés par le logiciel. Ils ne sont ni en capitales, ni en gras.
- Le texte ne doit pas être écrit en capitales (les noms de famille non plus), ni en gras, ni en italique, ni en « petit »…
- Le gras n'est utilisé que pour surligner le titre de l'article dans l'introduction, une seule fois.
- L'italique est rarement utilisé : mots en langue étrangère, titres d'œuvres, noms de bateaux, etc.
- Les citations ne sont pas en italique mais en corps de texte normal. Elles sont entourées par des guillemets français : « et ».
- Les listes à puces sont à éviter, des paragraphes rédigés étant largement préférés. Les tableaux sont à réserver à la présentation de données structurées (résultats, etc.).
- Les appels de note de bas de page (petits chiffres en exposant, introduits par l'outil «  Source ») sont à placer entre la fin de phrase et le point final[comme ça].
- Les liens internes (vers d'autres articles de Wikipédia) sont à choisir avec parcimonie. Créez des liens vers des articles approfondissant le sujet. Les termes génériques sans rapport avec le sujet sont à éviter, ainsi que les répétitions de liens vers un même terme.
- Les liens externes sont à placer uniquement dans une section « Liens externes », à la fin de l'article. Ces liens sont à choisir avec parcimonie suivant les règles définies. Si un lien sert de source à l'article, son insertion dans le texte est à faire par les notes de bas de page.
- La présentation des références doit suivre les conventions bibliographiques. Il est recommandé d'utiliser les modèles {{Ouvrage}}, {{Chapitre}}, {{Article}}, {{Lien web}} et/ou {{Bibliographie}}. Le mode d'édition visuel peut mettre en forme automatiquement les références.
- Insérer une infobox (cadre d'informations à droite) n'est pas obligatoire pour parachever la mise en page.

Pour une aide détaillée, merci de consulter Aide:Wikification.
Si vous pensez que ces points ont été résolus, vous pouvez retirer ce bandeau et améliorer la mise en forme d'un autre article.
 (juin 2020).
Guerres de Silésie
La seconde guerre de Silésie (en allemand : Zweiter Schlesischer Krieg) est un conflit entre la Prusse et l'Autriche qui a duré de 1744 à 1745 et a confirmé le contrôle de la Prusse sur la région de Silésie (maintenant dans le sud-ouest de la Pologne). La guerre est menée principalement en Silésie, en Bohême et en Haute-Saxe et forme un théâtre de la guerre de Succession d'Autriche. Il s'agit de la deuxième des trois guerres de Silésie entre la Prusse de Frédéric le Grand et l'Autriche de Marie-Thérèse au milieu du XVIIIe siècle, qui se terminèrent toutes trois par le contrôle prussien de la Silésie. 
Le conflit est considéré comme une continuation de la première guerre de Silésie, qui s'était terminée seulement deux ans auparavant. Après que le traité de Berlin a mis fin aux hostilités entre l'Autriche et la Prusse en 1742, le sort de la monarchie des Habsbourg s'est considérablement amélioré dans la guerre de succession d'Autriche qui se poursuit. Alors que l'Autriche élargit ses alliances avec le Traité de Worms de 1743, la Prusse conclut une nouvelle alliance avec les ennemis de l'Autriche dans la Ligue de Francfort et rejoint la guerre, espérant empêcher une Autriche renaissante de reprendre la Silésie.
La guerre commence par une invasion prussienne de la Bohême des Habsbourg au milieu de l'année 1744, et se termine par une victoire prussienne avec le traité de Dresde en décembre 1745, qui confirme le contrôle prussien de la Silésie. La poursuite du conflit concernant la Silésie entraînera l'Autriche et la Prusse dans une troisième guerre de Silésie une décennie plus tard. La deuxième guerre de Silésie répète la défaite de la monarchie des Habsbourg face à une puissance allemande inférieure et contribue à la rivalité entre l'Autriche et la Prusse qui façonnera la politique allemande pendant plus d'un siècle.

## Contexte et causes

### Première guerre de Silésie

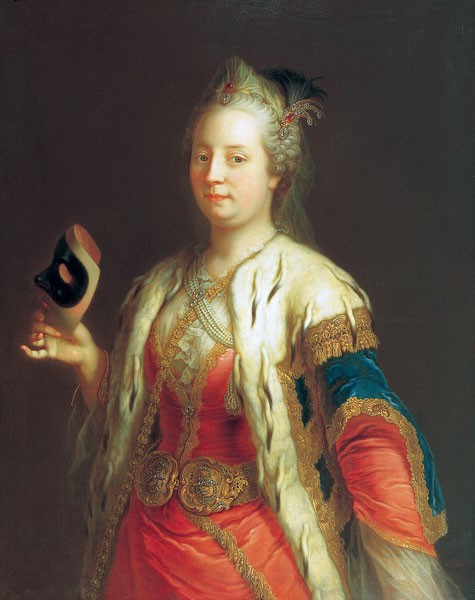
Marie-Thérèse d'Autriche vers 1744, par Martin van Meytens.

L'empereur romain germanique Charles VI de Habsbourg décède en 1740 sans héritier mâle. Sa fille aînée, Marie-Thérèse d'Autriche, lui succède sous les titres d'Archiduchesse d'Autriche, reine de Bohême et de Hongrie.

### Les préparations de la deuxième guerre

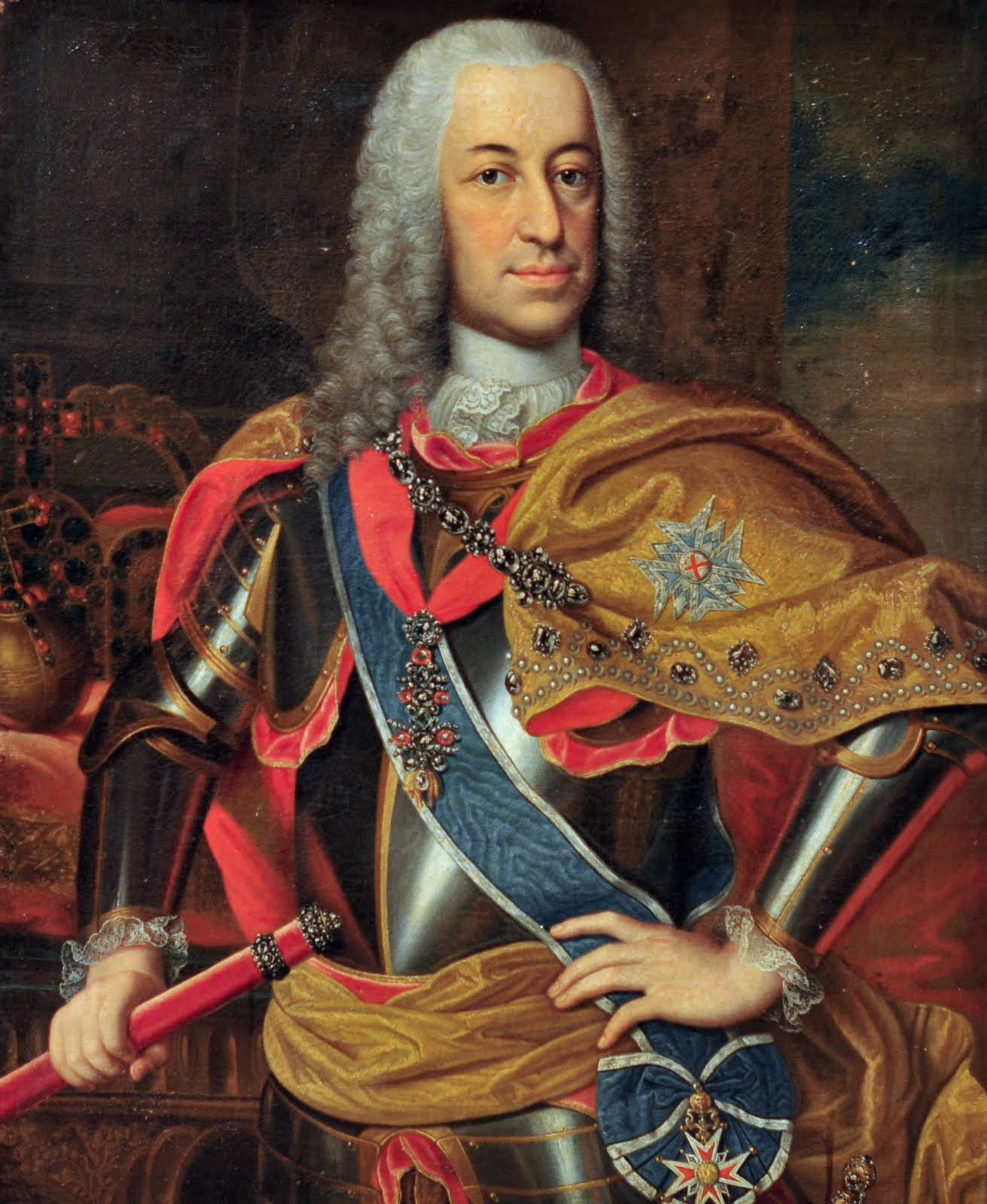
Charles Albert de Bavière, par Georg Desmarées.

En septembre 1743, l'Autriche, la Grande-Bretagne et le royaume de Sardaigne signent le traité de Worms, consacrant leur alliance dans le cadre de la Guerre de Succession d'Autriche. Il faut noter que la Grande-Bretagne de Georges II était déjà médiatrice du Traité de Berlin, qui marquait la fin de la Première guerre de Silésie. Entre-temps, la guerre russo-suédoise se termine en août 1743, libérant la Russie pour qu'elle prenne potentiellement le parti de l'Autriche dans la guerre de succession en cours. L'année suivante, l'impératrice Elisabeth de Russie nomme comme chancelier Alexis Bestoujev-Rioumine, partisan d'une politique pro-britannique et anti-française qui impliquait l'amitié envers l'Autriche et l'inimitié envers la Prusse. La Prusse cherche à établir des relations plus chaleureuses avec la Russie et obtient brièvement un accord défensif mineur, mais la Russie représente une menace croissante pour la frontière orientale de la Prusse.
Frédéric craint qu'une irrésistible coalition anti-prussienne ne se développe bientôt entre la Grande-Bretagne-Hanovre, la Saxe, la Russie et l'Autriche. Il considère la paix de Breslau comme à peine plus qu'un autre armistice avec l'Autriche, et il doit empêcher Marie-Thérèse de se venger une fois la guerre terminée. Frédéric décide que la Prusse devait rétablir son alliance française, construire une coalition anti-autrichienne avec autant d'autres princes allemands que possible, puis reprendre la guerre en frappant d'abord contre l'Autriche. Ainsi, à la fin de 1743 et au début de 1744, la Prusse mène des négociations avec la France, la Bavière et d'autres princes allemands pour construire une coalition pour soutenir l'empereur.

### Méthodes et technologies
La guerre européenne au début de la période moderne est caractérisée par l'adoption généralisée d'armes à feu en combinaison avec des armes blanches plus traditionnelles. Les armées européennes du XVIIIe siècle sont construites autour d'unités d'infanterie de masse armées de fusils à silex à canon lisse et de baïonnettes. Les cavaliers étaient équipés de sabres et de pistolets ou de carabines ; la cavalerie légère était principalement utilisée pour la reconnaissance, le filtrage et les communications tactiques, tandis que la cavalerie lourde était utilisée comme réserve tactique et déployée pour des attaques de choc. L'artillerie à canon lisse fournissait un appui feu et jouait le rôle principal dans la guerre de siège. Au cours de cette période, la guerre stratégique était centrée sur le contrôle des fortifications clés positionnées de manière à commander les régions et les routes environnantes, avec de longs sièges, une caractéristique commune des conflits armés. Les batailles décisives sur le terrain étaient relativement rares, bien qu'elles aient joué un rôle plus important dans la théorie de la guerre de Frederic que ce qui était typique de ses rivaux contemporains.
Les guerres de Silésie, comme la plupart des guerres européennes du XVIIIe siècle, ont été menées comme de prétendues guerres de cabinet dans lesquelles des armées régulières disciplinées étaient équipées et fournies par l'État pour mener une guerre au nom des intérêts du souverain. Les territoires ennemis occupés étaient régulièrement taxés et extorqués pour obtenir des fonds, mais les atrocités à grande échelle contre les populations civiles étaient rares par rapport aux conflits du siècle précédent. La logistique militaire a été le facteur décisif dans de nombreuses guerres, car les armées étaient devenues trop importantes pour se soutenir dans des campagnes prolongées en se nourrissant sur le pays. Les fournitures militaires étaient stockées dans des magasins centralisés et distribuées par des trains de bagages qui étaient très vulnérables aux raids ennemis. Les armées étaient généralement incapables de soutenir les opérations de combat pendant l'hiver et les quartiers d'hiver normalement établis pendant la saison froide, reprenant leurs campagnes avec le retour du printemps.

## Déroulement

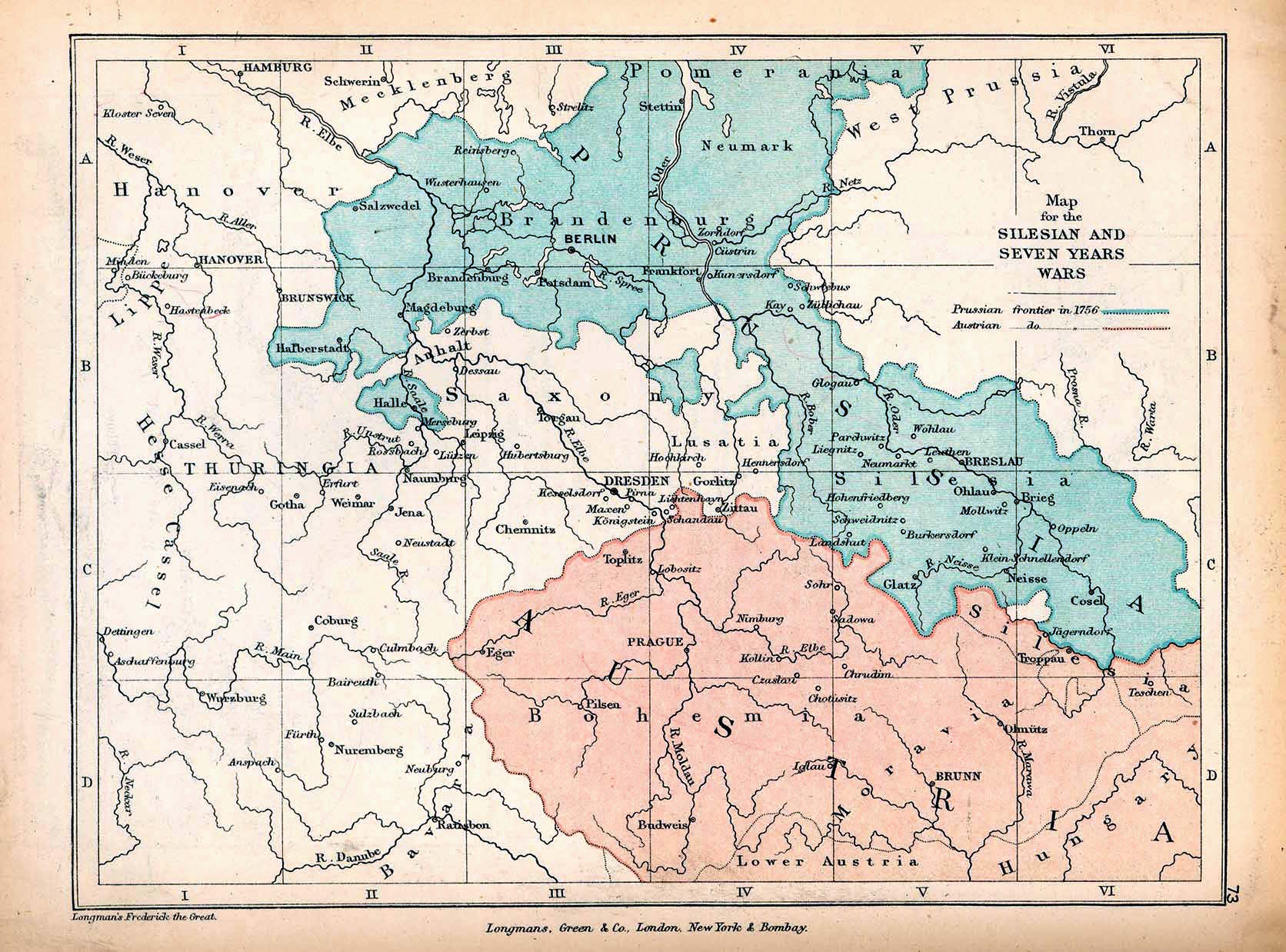
Les frontières d'Europe centrale de Brandebourg-Prusse (bleu-vert) et de la monarchie des Habsbourg (rouge) après la prise de la Silésie par la Prusse pendant la Première Guerre de Silésie.

## Résultats

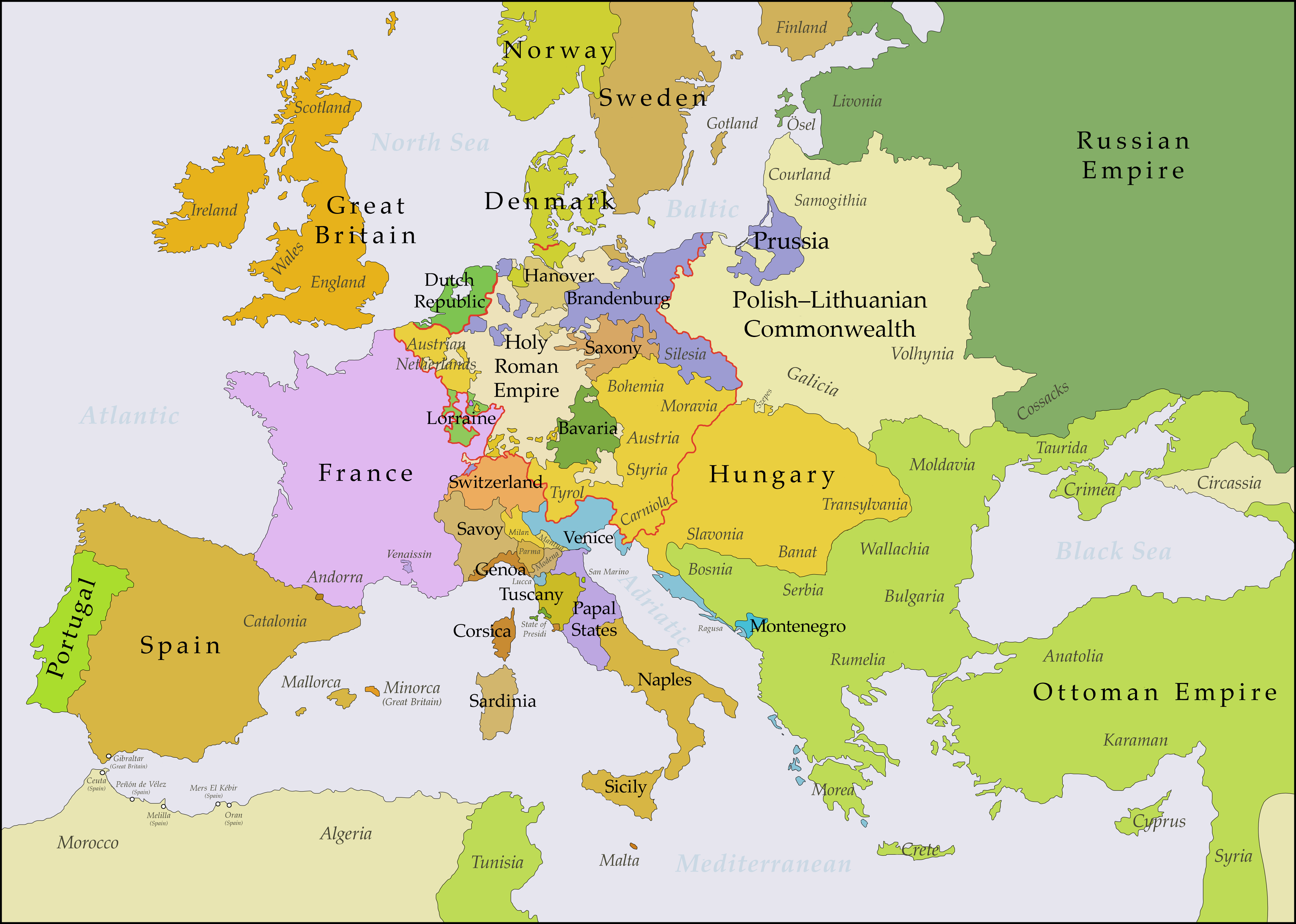
L'Europe dans les années qui ont suivi le traité d'Aix-la-Chapelle (1748), avec Brandebourg-Prusse en violet et la monarchie des Habsbourg en or.

## Sources
- Robert B. Asprey (en), Frederick the Great : The Magnificent Enigma, New York, Ticknor and Fields, 1986, 715 p. (ISBN 978-0-89919-352-6, lire en ligne)
- Jeremy Black, European Warfare, 1660–1815, Londres, UCL Press, 1994 (ISBN 978-1-85728-172-9, lire en ligne)
- Jeremy Black, European International Relations 1648–1815, Londres, Palgrave Macmillan, 2002, 274 p. (ISBN 978-0-333-96450-7, lire en ligne)
- Reed Browning (en), The War of the Austrian Succession, New York, St. Martin's Press, 1993, 445 p. (ISBN 978-0-312-09483-6, lire en ligne)
- Browning, « New Views on the Silesian Wars », The Journal of Military History (en), vol. 69, no 2,‎ avril 2005, p. 521–534 (DOI 10.1353/jmh.2005.0077)
- Thomas Carlyle, Book XIII – First Silesian War, Leaving the General European One Ablaze All Round, Gets Ended – May 1741 – July 1742, vol. III, Londres, Chapman & Hall, 1862a (OCLC 1045538020, lire en ligne)
- Thomas Carlyle, Book XIV – The Surrounding European War Does Not End – August 1742 – July 1744, vol. III, Londres, Chapman & Hall, 1862b (OCLC 1045538020, lire en ligne)
- Thomas Carlyle, Book XV – Second Silesian War, Important Episode in the General European One – 15th August 1744 – 25th December 1745, vol. IV, Londres, Chapman & Hall, 1864a (OCLC 1045538020, lire en ligne)
- Thomas Carlyle, Book XVI – The Ten Years of Peace – 1746–1756, vol. IV, Londres, Chapman & Hall, 1864b (OCLC 1045538020, lire en ligne)
- Christopher Clark, Iron Kingdom : The Rise and Downfall of Prussia, 1600–1947, Cambridge, Massachusetts, Belknap Press, 2006, 775 p. (ISBN 978-0-674-02385-7, lire en ligne)
- John Herbert Clifford, The Standard History of the World, by Great Historians, vol. Volume 5, New York, University Society, 1914 (OCLC 867881191, lire en ligne)
- Martin van Creveld, Supplying War : Logistics from Wallenstein to Patton, Cambridge, Cambridge University Press, 1977 (ISBN 978-0-521-21730-9, lire en ligne)
- David Fraser (en), Frederick the Great : King of Prussia, Londres, Allen Lane, 2000, 703 p. (ISBN 978-0-7139-9377-6, lire en ligne)
- Friedrich II, King of Prussia, Frederick the Great on the Art of War, New York, Da Capo Press, 2009, 416 p. (ISBN 978-0-7867-4977-5, lire en ligne)
- Michael Hochedlinger, Austria's Wars of Emergence : War, State and Society in the Habsburg Monarchy, 1683–1797, Londres, =Longman, 2003, 466 p. (ISBN 978-0-582-29084-6, lire en ligne)
- Hajo Holborn, A History of Modern Germany : 1648–1840, Princeton, New Jersey, Princeton University Press, 1982, 531 p. (ISBN 978-0-691-00796-0, lire en ligne)
- Levy, « Analytic Problems in the Identification of Wars », International Interactions, vol. 14,‎ 1988, p. 181–186 (DOI 10.1080/03050628808434702)
- Dennis Showalter (en), Frederick the Great : A Military History, Barnsley, England, Frontline Books (en), 2012, 256 p. (ISBN 978-1-78303-479-6, lire en ligne)
- Brendan Simms (en), Three Victories and a Defeat : The Rise and Fall of the First British Empire, New York, Basic Books, 2009, 800 p. (ISBN 978-0-465-01332-6, lire en ligne)